# Тенис на Летњим олимпијским играма 1900 — мушкарци појединачно
Такмичења у тенису на Олимпијским играма 1900. у Паризу у Француској одржана су у периоду од 6. јула до 11. јула. У конкуренцији мушкараца у појединачној конкуренцији је 13 тенисера из 3 земље. 
Поражени у полуфиналу нису играли за треће место него су додељене по две бронзане медаље.

## Земље учеснице
- САД (3)
- Француска (5)
- Уједињено Краљевство (5)

## Резултати

### Прво коло
| 1 играч                              | Резултат | 2 играч               |
| ------------------------------------ | -------- | --------------------- |
| Basil Spalding de Garmendia САД      | 6-1 6-3  | Чарлс Војт САД        |
| Лоренс Доерти Уједињено Краљевство   | 6-2, 6-3 | P. Lebréton Француска |
| Реџиналд Доерти Уједињено Краљевство | 6-1 6-3  | Е. Durand Француска   |
| Пол Лекарон Француска                | 6-0, 6-1 | A. Lippmann Француска |
| Артур Норис Уједињено Краљевство     | 6-4 6-4  | Андре Прево Француска |
| Арчибалд Ворден Уједињено Краљевство |          | слободан              |
| Харолд Махони Уједињено Краљевство   | 6-2 6-3  | Чарлс Сендс САД       |
| —                                    |          | —                     |

### Четвртфинале
| 1 пар                                | Резултат | 2 пар                                |
| ------------------------------------ | -------- | ------------------------------------ |
| Basil Spalding de Garmendia САД      | 2-6, 6-8 | Лоренс Доерти Уједињено Краљевство   |
| Реџиналд Доерти Уједињено Краљевство | 6-2, 6-1 | Пол Лекарон Француска                |
| Артур Норис Уједињено Краљевство     | 6-4, 6-2 | Арчибалд Ворден Уједињено Краљевство |
| Харолд Махони Уједињено Краљевство   |          | слободан                             |

### Полуфинале
| 1 пар                              | Резултат | 2 пар                                |
| ---------------------------------- | -------- | ------------------------------------ |
| Лоренс Доерти Уједињено Краљевство | предаја  | Реџиналд Доерти Уједињено Краљевство |
| Артур Норис Уједињено Краљевство   | 6-8, 1-6 | Харолд Махони Уједињено Краљевство   |

## Финале
| 1 пар                              | Резултат      | 2 пар                              |
| ---------------------------------- | ------------- | ---------------------------------- |
| Лоренс Доерти Уједињено Краљевство | 6-4, 6-2, 6-3 | Харолд Махони Уједињено Краљевство |

## Коначан пласман
| Пласман     | Такмичарка                  | Држава               |
| ----------- | --------------------------- | -------------------- |
|             | Лоренс Доерти               | Уједињено Краљевство |
|             | Харолд Махони               | Уједињено Краљевство |
|             | Реџиналд Доерти             | Уједињено Краљевство |
| Артур Норис | Уједињено Краљевство        |                      |
| 5.          | Basil Spalding de Garmendia | САД                  |
| 5.          | Пол Лекарон                 | Француска            |
| 5.          | Арчибалд Ворден             | Уједињено Краљевство |
| 8.          | Чарлс Сендс                 | САД                  |
| 8.          | Андре Прево                 | Француска            |
| 8.          | A. Lippmann                 | Француска            |
| 8.          | Е. Durand                   | Француска            |
| 8.          | P. Lebréton                 | Француска            |
| 8.          | Charles Voight              | САД                  |

## Биланс медаља
|   | Земља                |   |   |   |   |
| - | -------------------- | - | - | - | - |
| 1 | Уједињено Краљевство | 1 | 1 | 2 | 4 |
|   | Укупно (1)           | 1 | 1 | 2 | 4 |